# Ridge Road, SW of Rapemills SAC
Ridge Road, SW of Rapemills SAC este o arie protejată (arie specială de conservare — SAC, sit de importanță comunitară — SCI) din Irlanda întinsă pe o suprafață de 6,24 ha, integral pe uscat.

## Localizare
Centrul sitului Ridge Road, SW of Rapemills SAC este situat la coordonatele 53°08′04″N 7°57′03″W / 53.134411°N 7.950867°V.

## Înființare
Situl Ridge Road, SW of Rapemills SAC a fost declarat sit de importanță comunitară în noiembrie 1997 pentru a proteja un număr necunoscut de specii din flora spontană și fauna sălbatică aflate în arealul zonei. Situl a fost protejat și ca arie specială de conservare în aprilie 2016.

## Biodiversitate
Situată în ecoregiunea atlantică, aria protejată conține 1 habitat natural: Pajiști uscate seminaturale și facies de acoperire cu tufișuri pe substraturi calcaroase (Festuco-Brometalia) (* situri importante pentru orhidee).
La baza desemnării sitului se află un număr nedeclarat de specii protejate.
Pe lângă speciile protejate, pe teritoriul sitului au mai fost identificate 1 specie de plante.